# The Beach
The Beach är en brittisk-amerikansk drama- och äventyrsfilm från 2000 regisserad av Danny Boyle. Den är baserad på romanen Beach från 1996 av den brittiske författaren Alex Garland.

## Handling
Filmen handlar om amerikanen Richard som är en äventyrslysten, ung man ute i världen. Han bor några nätter på ett hotell i Bangkok där han träffar en något udda karaktär vid namn Daffy som ger honom en karta till "ett oupptäckt paradis". Han tar med sig en vacker fransk flicka och hennes pojkvän som sällskap på resan och i jakt efter den mytomspunna ön där en grupp människor lever utan bekymmer eller oro om omvärlden. Men även ett paradis döljer farliga hemligheter och intriger.

## Om filmen
Filmen är inspelad bland annat på Maya Bay på Phi Phi-öarna, Laem Sing Beach och Phuket Town i Phuket, samt i Thailands huvudstad Bangkok. Inledningsscenen, som ska föreställa ankomst till Bangkok, är inspelad i Krabi.

## Efterföljande turism
1 juni 2018 valde de thailändska myndigheterna att temporärt stänga stranden, Maya Bay på Phi Phi-öarna, där huvuddelen av filmen spelades in för turister då alltför många besökare under åren skapat ett miljöslitage på omgivningen.

## Rollista i urval
| Leonardo DiCaprio  | – Richard   |
| Tilda Swinton      | – Sal       |
| Virginie Ledoyen   | – Françoise |
| Guillaume Canet    | – Étienne   |
| Robert Carlyle     | – Daffy     |
| Paterson Joseph    | – Keaty     |
| Lars Arentz-Hansen | – Bugs      |
| Staffan Kihlbom    | – Christo   |
| Magnus Lindgren    | – Karl      |
| Jukka Hiltunen     | – Sten      |

Några övriga medlemmar i ö-gemenskapen spelas av Hélène de Fougerolles, Zelda Tinska och Victoria Smurfit.